# Hanson (Massachusetts)
Hanson és una població dels Estats Units a l'estat de Massachusetts. Segons el cens del 2000 tenia 9.495 habitants.

## Demografia
Segons el cens del 2000, Hanson tenia 9.495 habitants, 3.123 habitatges, i 2.545 famílies. La densitat de població era de 244,2 habitants/km².
Dels 3.123 habitatges en un 40,3% hi vivien nens de menys de 18 anys, en un 69,6% hi vivien parelles casades, en un 8,7% dones solteres, i en un 18,5% no eren unitats familiars. En el 14,8% dels habitatges hi vivien persones soles el 6,1% de les quals corresponia a persones de 65 anys o més que vivien soles. El nombre mitjà de persones vivint en cada habitatge era de 3,03 i el nombre mitjà de persones que vivien en cada família era de 3,38.
Per edats la població es repartia de la següent manera: un 28,2% tenia menys de 18 anys, un 6,9% entre 18 i 24, un 31,1% entre 25 i 44, un 25,1% de 45 a 60 i un 8,6% 65 anys o més.
L'edat mediana era de 36 anys. Per cada 100 dones de 18 o més anys hi havia 93,7 homes.
La renda mediana per habitatge era de 62.687 $ i la renda mediana per família de 68.560$. Els homes tenien una renda mediana de 46.508 $ mentre que les dones 31.337$. La renda per capita de la població era de 23.727$. Entorn del 2,8% de les famílies i el 3,8% de la població estaven per davall del llindar de pobresa.